# Янтишево
Я́нтишево (рос. Янтышево, башк. Йәнтеш) — присілок у складі Хайбуллінського району Башкортостану, Росія. Входить до складу Антінганської сільської ради.
Населення — 489 осіб (2010; 496 в 2002).
Національний склад:
- башкири — 100%